# Любича-Королівська (гміна)
Гміна Любича-Королівська (пол. Gmina Lubycza Królewska) — місько-сільська гміна у східній Польщі. Належить до Томашівського повіту Люблінського воєводства.
Станом на 31 грудня 2011 у гміні проживало 6602 особи.

## Площа
Згідно з даними за 2007 рік площа гміни становила 212.10 км², у тому числі:
- орні землі: 65.00%
- ліси: 27.00%

Таким чином, площа гміни становить 14.26% площі повіту.

## Населення
Станом на 31 грудня 2011:
| Опис     | Загалом | Загалом | Чоловіки | Чоловіки | Жінки | Жінки |
| -------- | ------- | ------- | -------- | -------- | ----- | ----- |
| одиниця  | осіб    | %       | осіб     | %        | осіб  | %     |
| все      | 6602    | 100     | 3306     | 50.08    | 3296  | 49.92 |
| міське   | 0       | 100     | 0        |          | 0     |       |
| сільське | 6602    | 100     | 3306     | 50.08    | 3296  | 49.92 |

## Населені пункти
- Буковинка (пол. Bukowinka)
- Вербиця (пол. Wierzbica)
- Вілька Вербицька (пол. Wólka Wierzbicka)
- Грушка (пол. Gruszka)
- Гребенне (пол. Hrebenne)
- Гребенне-Осада (пол. Hrebenne-Osada)
- Гута Любицька (пол. Huta Lubycka)
- Демби (пол. Dęby)
- Журавче (пол. Żurawce)
- Журавче-Осада (пол. Żurawce-Osada)
- Затуле (пол. Zatyle)
- Затуле-Осада (пол. Zatyle-Osada)
- Князі (пол. Kniazie)
- Корні (пол. Kornie)
- Лазова (пол. Łazowa)
- Любича-Королівська (пол. Lubycza Królewska)
- Махнів Фольварк (пол. Machnów Nowy)
- Махнів (пол. Machnów Stary)
- Малі Мости (пол. Mosty Małe)
- Мриглоди Любецькі (пол. Mrzygłody Lubyckie)
- Мислятин (пол. Myślatyn)
- Новосілки Кардинальські (пол. Nowosiółki Kardynalskie)
- Новосілки Передні (пол. Nowosiółki Przednie)
- Нові Дениська (пол. Nowe Dyniska)
- Павлище (пол. Pawliszcze)
- Потоки (пол. Potoki (powiat tomaszowski))
- Руда Журавецька (пол. Ruda Żurawiecka)
- Руда Журавецька-Осада (пол. Ruda Żurawiecka-Osada)
- Руда Любицька (пол. Ruda Lubycka)
- Рудки (пол. Rudki)
- Седлисько (пол. Siedliska)
- Шаленик (пол. Szalenik)
- Тенетиська (пол. Teniatyska)
- Ялинка (пол. Jalinka)

## Сусідні гміни
Гміна Любича-Королівська межує з такими гмінами: Белжець, Горинець-Здруй, Наріль, Ульгувек, Ярчув.

## Відомі постаті
- Грицина Михайло-"Хозар"